# Protva
Protva (rus. Протва) je rijeka u Moskovskoj i Kaluškoj oblasti u Rusiji, lijevi pritok rijeke Oke. Glavni pritok joj je Luža. Od gradova kroz koje protječe, značajniji su Vereju, Borovsk, Protvino, Žukov i Obninsk.
Duga je 282 kilometra, s površinom porječja od 4620 km2.
Protva se smrzava početkom prosinca i ostaje pod ledom sve do početka travnja.

## Vanjske poveznice
|  | Zajednički poslužitelj ima još gradiva o temi Protva |